# 대한민국 국가원로자문회의
국가원로자문회의(國家元老諮問會議)는 국정의 중요한 사항에 관한 대통령의 자문에 응하기 위하여 대한민국 대통령의 직속기관으로 설치되는 행정기관이다. 대한민국 헌법 제90조에 따라 국가원로자문회의 설치 조항에 따라 국가원로를 구성원으로 하되, 회의의 의장은 전직 대통령 가운데 직전 대통령을 국가원로자문회의의 의장으로 선출하거나 직전 대통령이 없을 경우 대통령이 직접 지명한다. 1980년 8차 개헌 당시 '국정자문회의'라는 이름으로 등장하였으나, 1987년 9차 개헌 때 현재의 '국가원로자문회의'라는 명칭으로 변경되었다. 헌법상에 존재하는 기관이기는 하나, 1989년에 국가원로자문회의법이 폐지된 이후 구성된 적이 한번도 없어 사실상 존재하지 않는 기관이 되었다.
본 문서에서 기술하는 국가원로자문회의의 구성과 세부 내용은 법률이 폐지되기 전의 내용에 기초한다.

## 개요
1980년 2월 18일 윤보선 전 대통령, 각계 원로·중진 23명으로 국정자문회의를 구성하였고, 1981년 4월 23일 전두환 대통령은 각계 원로 25명으로 재구성하였다.
의장은 보통 전직 대통령으로 구성되었다. 1989년 3월 의장을 위해 국회의장에 준하는 예우를 규정한 국가원로자문회의법이 폐지되면서 기구도 폐지되었다.

## 역대 의장
- 윤보선: 1980년 02월 18일~1980년 12월 18일
- 최규하: 1980년 12월 18일~1988년 02월 24일
- 전두환: 1988년 02월 25일~1988년 04월 13일
- 최규하: 1988년 04월 13일~1989년 04월 29일

## 구성
국가원로회의는 의장과 국가원로인 국가원로자문위원으로 구성되었다. 국가원로회의의 의장은 직전대통령이 되며, 직전대통령이 없을 때에는 대통령이 지명하였다. 원로위원은 35명 이내로 하되, 다음에 해당하는 사람 중에서 의장의 추천으로 대통령이 위촉하였다.
1. 대통령의 직에 있던 자
2. 국회의장, 대법원장 또는 국무총리의 직에 있던 자
3. 기타 정치·경제·사회·문화·종교 등 각계의 원로

의장은 국가원로회의 운영 전반에 관하여 조언을 받기 위하여 고문을 둘 수 있었다.

## 직무
의장은 국가원로회의를 대표하고 회의를 주재하며, 소관사무를 처리하였다. 의장이 사고로 인하여 직무를 수행할 수 없을 때에는 의장이 지명하는 원로위원이 의장의 직무를 대행하였다. 국가원로회의는 국정의 중요사항에 관하여 대통령의 자문에 응하거나, 대통령에게 건의할 사항을 심의하였다.

## 회의
국가원로회의의 회의는 정기회의와 임시회의로 구분되었다. 정기회의는 특별한 사유가 없는 한 매월 1회 소집하는 것을 원칙으로 하며, 의장이 소집하였다. 임시회의는 의장이 필요하다고 인정하는 경우와 대통령 또는 재적 원로위원 3분의 1이상의 소집요구가 있을 경우에 의장이 소집하였다. 원로위원이 임시회의 소집을 요구하고자 할 때에는 회의의 소집사유와 소집일시 등을 미리 의장에게 제출하여야 하였다.
국가원로회의의 회의는 공개를 원칙으로 하였으나, 의장이 필요하다고 인정할 때에는 공개하지 않을 수 있었다.
국가원로회의에 대통령령이 정하는 바에 따라 국가원로회의의 운영에 관하여 의장을 보좌하고 회의를 효율적으로 운영하기 위하여 운영회의를 둘 수 있었다. 국가원로회의의 의제는 대통령이 자문을 구하는 사항 또는 운영회의의 심의를 거쳐 의장이 정하는 사항으로 하였다. 운영회의는 다음의 사항에 관하여 의장을 보좌하였다.
1. 국가원로회의의 운영에 관한 기본방향
2. 정기회의 및 임시회의 소집
3. 본회의의 의제 결정
4. 의사진행
5. 기타 국가원로회의의 운영에 관하여 필요한 사항

운영회의는 의장이 주재하며, 원로위원 중에서 의장이 지명하는 5인의 운영위원으로 구성하였다. 운영위원의 임기는 2년으로 하되, 연임할 수 있었다.

### 정족수
국가원로회의의 회의는 재적 원로위원 과반수의 출석으로 개의하고, 의결이 필요한 경우에는 출석원로위원 과반수의 찬성으로 의결하였다.

### 회의록
사무총장은 회의록을 작성하여 의장의 확인을 받아야 하였고, 회의 결과를 대통령에게 보고해야 하였으며, 국가원로회의의 건의사항에 대한 정부의 처리결과 등을 종합하여 이를 의장에게 보고하였다. 회의의 회의록은 속기나 녹음의 방법으로 이를 기록하였다. 회의록은 의장의 확인을 받아 국가원로회의에 보관하고, 그 부본은 원로위원 및 관계기관에 배부하였다.

## 조직

### 사무처
국가원로회의에 소관사무를 처리하기 위하여 국가원로자문회의사무처를 두고, 사무처에 사무총장 1인과 기타 필요한 공무원을 뒀다.

#### 사무총장
사무총장은 정무직으로 하고 보수는 국무위원에 준하며, 의장의 추천으로 대통령이 임명하였다. 사무총장은 대통령 또는 의장의 명을 받아 소관사무를 통할하고 소속직원을 지휘·감독하였다. 사무처에 사무차장 1인과 의장비서실장 1인을 두되, 사무차장은 1급 상당 별정직국가공무원으로, 의장비서실장은 정무직으로 보하였다. 사무차장은 사무총장을 보좌하며, 사무총장이 사고가 있을 때에는 그 직무를 대행하였다. 사무차장 밑에 총무담당관, 기획담당관, 의사담당관 및 위원담당관을 두되, 총무담당관은 서기관 또는 별정직 4급 상당 국가공무원으로, 기획담당관, 의사담당관 및 위원담당관은 이사관, 부이사관, 별정직2급 또는 3급 상당 국가공무원으로 보하였다. 각 담당관의 사무분장은 의장의 승인을 얻어 사무총장이 정하였다.

## 같이 보기
- 기로소